# Okręg wyborczy Wokingham
Okręg wyborczy Wokingham powstał w 1885 r. i wysyłał do brytyjskiej Izby Gmin jednego deputowanego. Okręg zlikwidowano w 1918 r., ale utworzono ponownie w 1950 r. Okręg obejmuje południową część dystryktu Wokingham oraz wschodnią część hrabstwa West Berkshire.

## Deputowani do brytyjskiej Izby Gmin z okręgu Wokingham

### Deputowani w latach 1885–1918
- 1885–1898: George Russell, Partia Konserwatywna
- 1898–1901: Oliver Young, Partia Konserwatywna
- 1901–1918: Ernest Gardner, Partia Konserwatywna

### Deputowani po 1950 r.
- 1950–1959: Peter Remnant, Partia Konserwatywna
- 1959–1987: William van Straubenzee(inne języki), Partia Konserwatywna
- 1987–2024: John Redwood, Partia Konserwatywna
- 2024– : Clive Jones(inne języki), Liberalni Demokraci

## Linki zwenętrzne
- Wokingham (1959–1974)
- Wokingham (1974–1983)
- Wokingham (1983–1997)
- Wokingham (1997–2010)
- Wokingham (2010–2024)
- Wokingham (od 2024)